# Philonthus numida
Philonthus numida – gatunek chrząszcza z rodziny kusakowatych i podrodziny Staphylininae.
Gatunek ten został opisany w 2013 roku przez Lubomíra Hromádkę na podstawie okazów odłowionych w 1948 roku.
Chrząszcz o ciele długości od 10,1 do 10,8 mm, ubarwionym czarnobrązowo z brązowymi głaszczkami i odnóżami. Głowa wyraźnie szersza niż dłuższa, o oczach dłuższych od skroni i z sześcioma grubymi punktami między nimi. Czułki długie, sięgające tylnej krawędzi przedplecza. W grzbietowych rządkach przedplecza po pięć punktó. Pokrywy grubo i gęsto punktowane, nieco ku tyłowi rozszerzone.
Owad afrotropikalny, znany wyłącznie z rejonu góry Tola w Etiopii.